# Henryk von Weilnau
Henryk von Weilnau, także Henricus de Wilnowe, Wilnow, Wildenav (ur. ?, zm. ?) – komtur malborski w latach 1283–1298/1299.

## Życiorys
Henryk wywodził się ze znanego rodu hrabiów von Diez-Weilnau z Westerwaldu Najprawdopodobniej był synem Henryka IV Weilnau i należał do bocznej linii rodu osiadłej w górach Taunus niedaleko Usingen.
Do Prus przybył około roku 1276. Początkowo pozostawał w otoczeniu mistrza krajowego Prus Konrada von Thierberga Starszego oraz jego brata Konrada von Thierberga Młodszego. Od 1283 roku był komturem Malborka i pełnił ten urząd co najmniej do roku 1298, a prawdopodobnie do 1299. Istnieją przesłanki, że Henryk von Weilnau mógł wcześniej pełnić funkcję komtura Zantyra. Przemawia za tym pojawienie się w źródłach pod datą 5 VIII 1279 komtura zantyrskiego o imieniu Henryk oraz fakt, że konwent malborski zastąpił konwent zantyrski.